# Jean-Clément Martin
Jean-Clément Martin (31 gennaio 1948) è uno storico francese, specializzato nella storia della Rivoluzione francese e delle Guerre di Vandea.
Ex professore di storia contemporanea dell'università di Nantes, dal 2000 è docente di storia della rivoluzione francese dell'Università Pantheon-Sorbona. 
È anche direttore dell'"Istituto di storia della rivoluzione francese" (nel CNRS) e membro della "Società degli studi robespierriani". Ha studiato il fenomeno delle  Guerre di Vandea ed è il principale oppositore della tesi del genocidio vandeano di Reynald Secher.